# Markus Herr
Markus Herr (* 21. Juli 1982 in Singen (Hohentwiel), Deutschland) ist ein deutscher Komponist, Dirigent und Pianist.
Markus Herr studierte an der Staatlichen Hochschule für Musik in Trossingen und besuchte Seminare an der Juilliard School in New York.

## Orchesterwerke
- 2000: A Batavian Dream (Concert Band)
- 2002: Deep Universe
- 2003: The Witches of Limerick
- 2004: El Alamain
- 2005: A Gravel Path
- 2005: Hoist the Sails[2] (Aufnahme vom Musikverein Steißlingen (150 Jahre MV Steißlingen, 2006))[3]
- 2006: Hymn to the Unknown Soldier
- 2007: Swashbuckler March
- 2007: Far From Home
- 2008: Antarctica[4][5][6] – Suite for Band (Aufnahme vom Landespolizeiorchester Mecklenburg-Vorpommern (HeBu, 2010))
- 2010: Funeral March from Nabulin
- 2012: The Sorceres Wand
- 2014: Mysterious Sea
- 2014: A Wild West Story (Book 1)
- 2015: A Tree for my Bed
- 2017: A Wild West Story (Book 2)
- 2018: A Wild West Story (Book 3)
- 2019: Far from Home - for Voice and Piano (Aufnahme von Madeleine Haipt[7], 2019)
- 2020: Phantoms Empire